# Villa Floridiana
Villa Floridiana è un edificio di interesse storico ed artistico di Napoli, sito nel quartiere Vomero all'interno dell'omonimo parco.
Il complesso faceva parte del gruppo di edifici utilizzati come residenze reali borboniche in Campania ed ospita dal 1927 il Museo nazionale della ceramica Duca di Martina.

## Storia

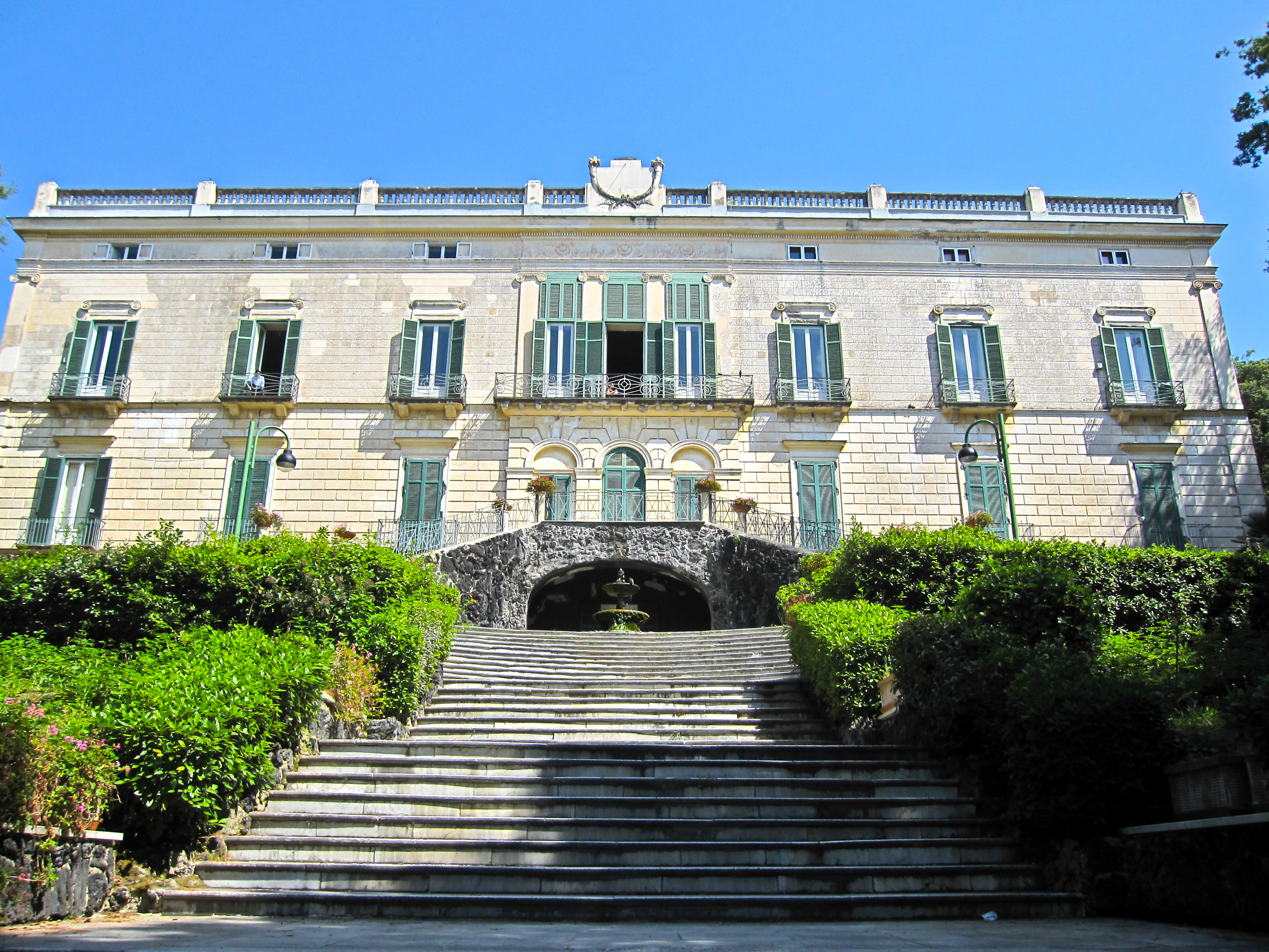
Retro della villa

Nel giugno 1815 Ferdinando IV di Borbone acquistò per la moglie morganatica Lucia Migliaccio, duchessa di Floridia e, precedentemente, vedova del principe Benedetto III Grifeo di Partanna, la tenuta del principe Giuseppe Caracciolo di Torella, ampio appezzamento sulla collina del Vomero, dove si ergeva una imponente villa che, in onore della moglie, chiamò Floridiana.
L'acquisto da parte del re, nel 1817, di proprietà confinanti fece guadagnare alla villa un nuovo ingresso in direzione di Chiaia. L'architetto Antonio Niccolini ebbe l'incarico di ristrutturare la vecchia costruzione e tra il 1817 e il 1819 realizzò la villa in stile neoclassico e l'ampio parco di stile romantico. Viali e sentieri furono sistemati a verde dal direttore dell'Orto botanico di Napoli Friedrich Dehnhardt che ornò il parco con 150 specie di piante tra cui lecci, pini, platani, palme, bossi e una ricca collezione di camelie.
Al termine dei lavori il complesso comprendeva due ville, villa Lucia e villa Florìdia, un teatrino all'aperto detto “della Verzura”, un tempietto circolare d'ordine ionico, fontane, finte rovine e serre, tutto rigorosamente in stile neoclassico. Alla morte della coppia regale, il complesso fu ereditato dai figli del primo matrimonio della duchessa. Villa Lucia e parte del parco furono poi venduti al Conte Pasquale Stanislao Mancini  che ne fece la residenza di famiglia nella capitale partenopea. La Fioridiana e il resto del parco furono acquistati nel 1919 dallo Stato, che vi espose la collezione di ceramiche ricevuta in donazione da Maria Spinelli di Scalea, che l'aveva ereditata dallo zio Placido di Sangro, duca di Martina, da cui il museo prende il nome.

## La villa

### Esterno
La villa presenta una semplice pianta rettangolare arricchita da due brevi ali destinate a locali di servizio.
La facciata settentrionale, rivolta a monte, si sviluppa linearmente su due piani e, benché sia quella principale, si presenta in modo estremamente sobrio.
La facciata rivolta a mezzogiorno, invece, in virtù del forte scoscendimento del terreno, si articola su tre piani e prospetta direttamente sul mare.

Nella progettazione di tale facciata il Niccolini coniugò l'impiego di materiali e di stili fra loro diversissimi: ad un piano terreno costruito in scura pietra lavica egli contrappose i due piani sovrastanti con finiture di stucco bianco. Su di una parte basamentale quindi si innesta una struttura neoclassica che termina con un semplice attico balaustrato, sormontato al centro da una meridiana inserita fra due cornucopie.

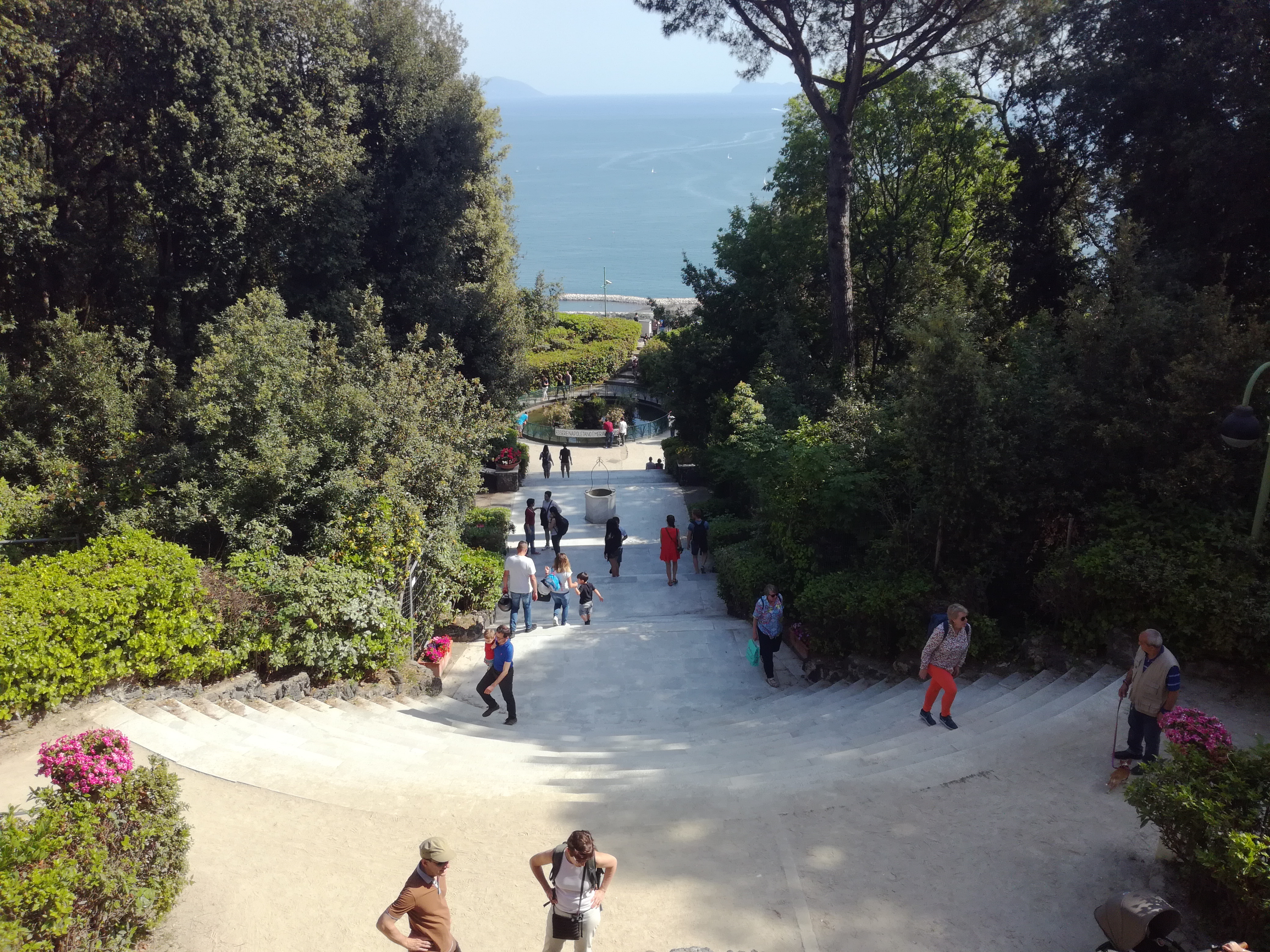
La scalinata verso il mare

Le porte-finestre del secondo piano presentano una singolare centinatura ispirata al capitello ionico, così come ionici sono i capitelli delle quattro lesene che, in corrispondenza della parte centrale della facciata ne interrompono la piattezza.
 Una scala a tenaglia divisa in due rampe simmetriche si protende verso lo scenografico scalone marmoreo che rappresenta il tramite simbolico tra la villa e il parco.

### Interno
Dal 1927 la villa Floridiana ospita un museo dedicato alle arti decorative: il Museo nazionale della ceramica Duca di Martina. Il museo ospita accanto agli appartamenti privati della duchessa e delle dame, una ricca collezione di oggetti della seconda metà dell'Ottocento, collezionati, custoditi e donati a Napoli nel 1911 dal duca di Martina.
Collocate da Niccolini accanto alle sale private della duchessa, vi sono inoltre una sala da pranzo, una piccola cappella a pianta rettangolare, un atrio colonnato che collegava tramite una scala all'appartamento sovrastante, una sala da biliardo, una delle udienze e una grande galleria.
Esemplare è la decorazione, tuttora esistente, del salone delle feste costituita da sobri stucchi che sono in perfetta armonia con l'essenzialità della struttura architettonica esterna. Al centro delle pareti maggiori due caminetti in marmo statuario con colonnine ioniche sormontate dalle grandi specchiere. La volta dipinta è opera di Giuseppe Cammarano.

## Il parco
Il parco della villa Floridiana è una scenografica alternanza di tortuosi sentieri e ombrosi boschetti, bellissimo quello di camelie, con ampie zone occupate da praterie e aperte verso il golfo, in un'affascinante sintesi di elementi geometrici tipici del giardino all’italiana e di soluzioni prospettiche del giardino all'inglese.
Ad accrescere l'atmosfera romantica e pittoresca del parco, Niccolini inserì una serie di finte rovine, statue ed elementi architettonici, in parte ancora esistenti.
Ricordiamo fra l'altro il tempio ionico, bianco padiglione a pianta centrale che, posto al margine estremo del giardino a terrazza, inquadra con le sue colonne splendide vedute cittadine; il Teatro della Verzura, struttura a pianta ellittica delimitata da una bassa siepe di mirto, da quinte arboree sulla scena e da una doppia gradinata di piperno nella platea; serragli e grotte che, al fine di soddisfare la passione della duchessa per gli animali esotici, ospitavano uccelli di ogni genere, tigri, orsi, leoni e canguri, questi ultimi frutto di uno scambio con l'Inghilterra costato ben diciotto papiri ercolanesi non ancora svolti.

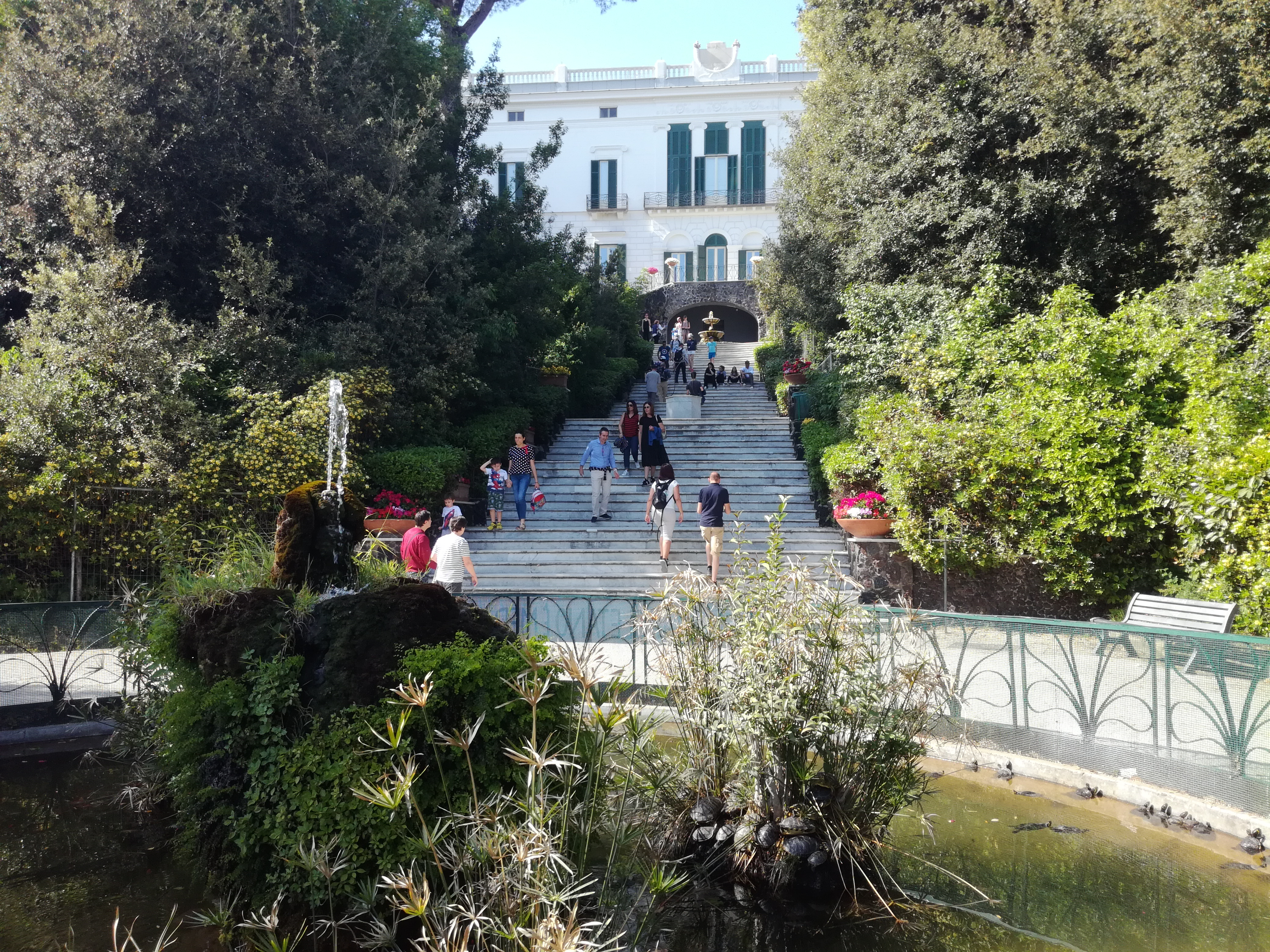
Particolare della fontana di basso affollata di tartarughe

Nel retro della villa, è presente anche un piccolo laghetto con all'interno delle tartarughe prevalentemente appartenenti al genere Trachemys.
Nel parco è presente una vera e propria colonia di circa 70 gatti sotto protezione, la maggior parte dei quali di razza mista. Questi felini hanno ricevuto diverse donazioni da associazioni che si occupano della cura degli animali da compagnia (randagi e non).
Tra il 1872 e il 1880 il parco subì due importanti modifiche: la prima riguardò la sistemazione di aiuole di lecci e prato inglese nell'ampio parterre ellittico con fontana centrale e statue su cui si affaccia il fronte sud della villa; la seconda riguardò l'interruzione del rettilineo vialone di accesso che conduceva alla suddetta.

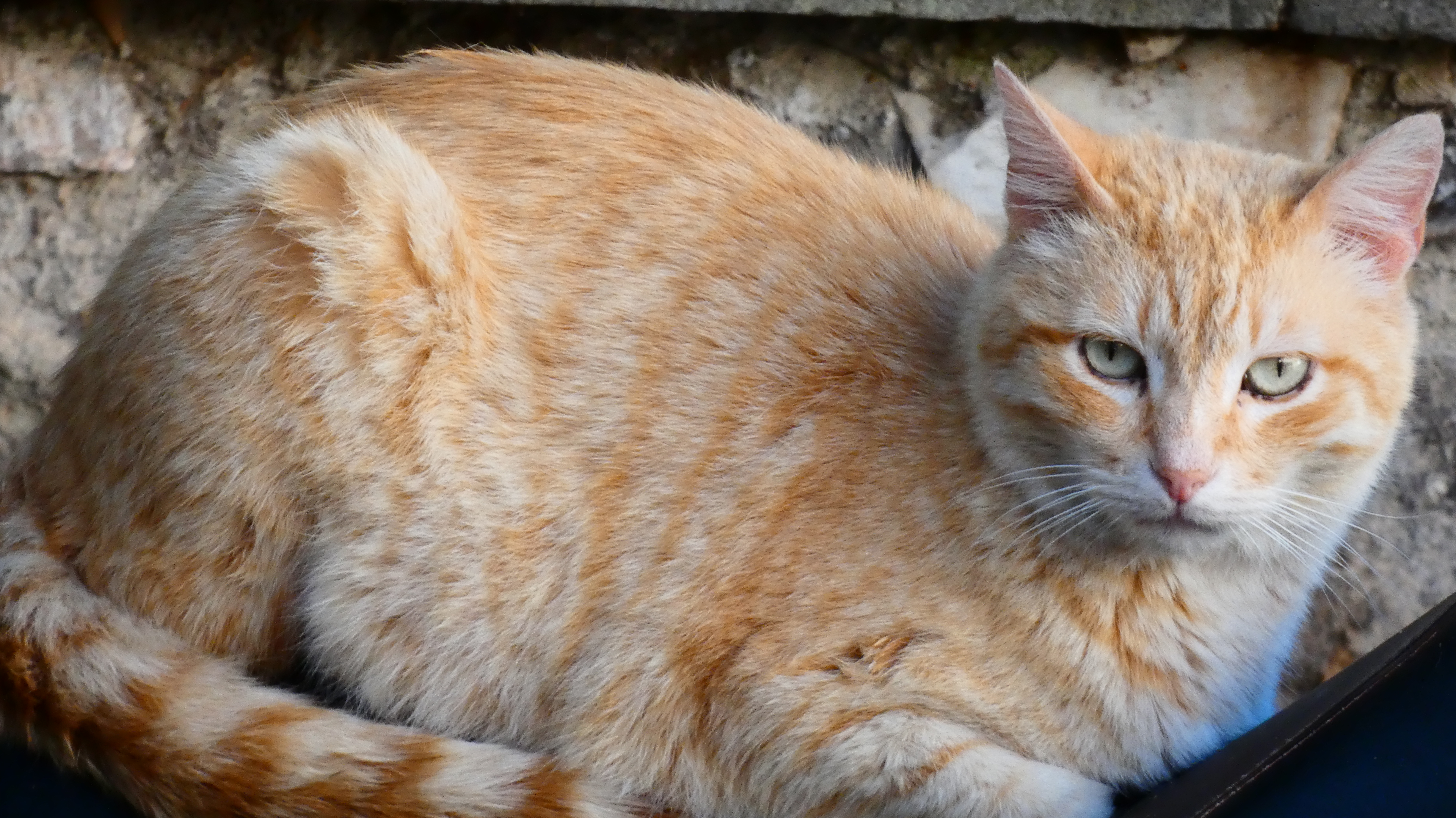
Gatto della colonia della Villa Floridiana.

## Note

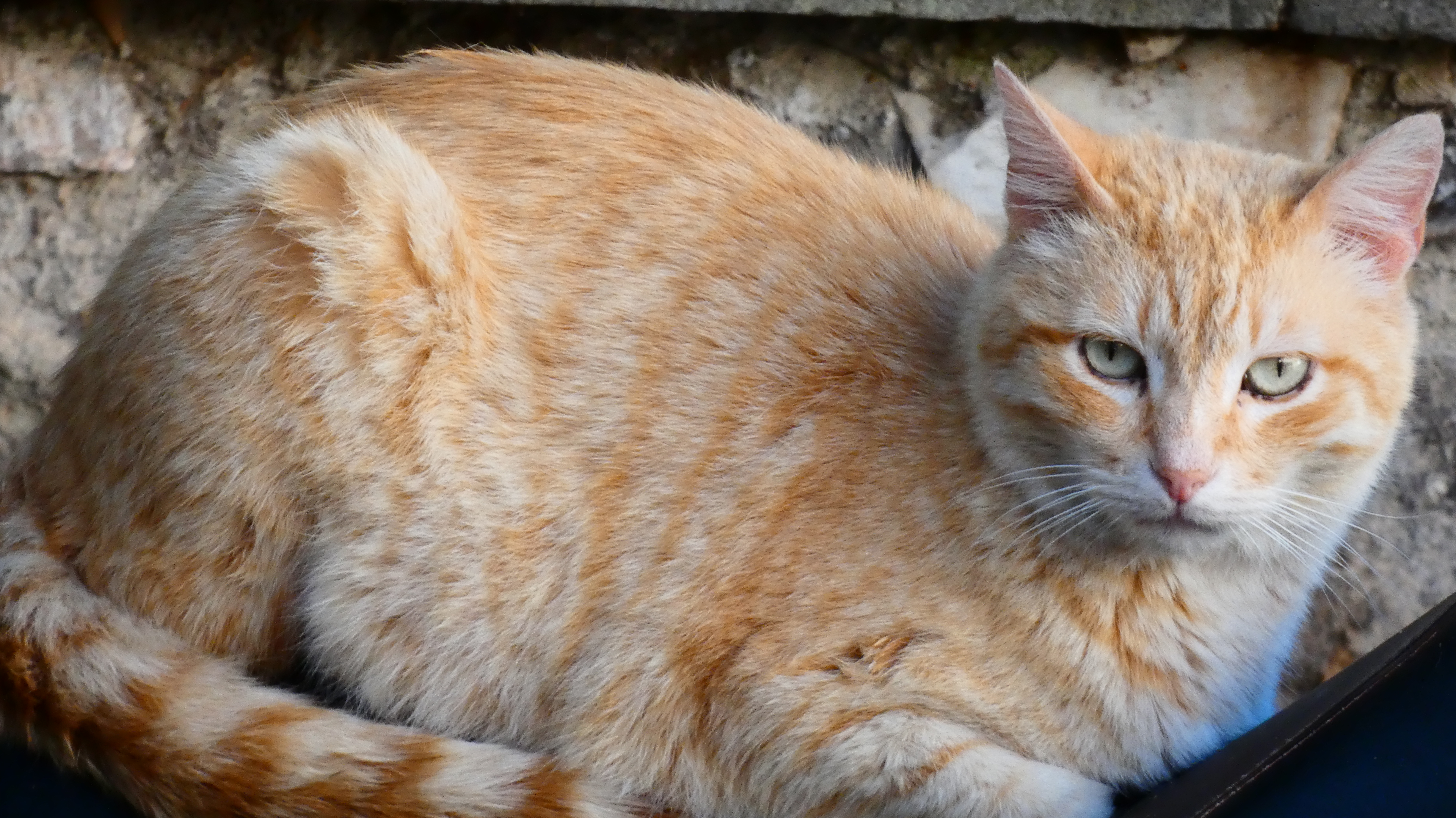
Gatto della Colonia della Floridiana seduto su una moto.